# Music Brokers
Music Brokers es un bróker y compañía discográfica fundada en 1997 en Argentina por MB Entertainment Business Group. Comenzó en Argentina y se expandió, abriendo oficinas en Brasil, México y Chile. Hoy cuenta con cuatro subsidiarias: Music Brokers, PMB, Selecta e Intelikids. Cada sello tiene un público objetivo específico. En los últimos años se ha especializado en publicar recopilaciones de diversos artistas y géneros.

## Artistas representados en Latinoamércia por Music Brokers
La siguiente es una lista parcial:
- Vampire Weekend
- The XX
- Friendly Fires
- The National
- Alabama Shakes
- The Cult
- Belle and Sebastian
- TV On the Radio
- Erasure
- The Horrors
- Warpaint
- Arcade Fire
- Francis Black
- Sepultura
- Underworld
- Nitin Sawhney
- American Music Club
- Cowboy Junkies
- The Starks